# Barry Long
Barry Long (1º agosto 1926 – 6 dicembre 2003) è stato uno scrittore e maestro spirituale australiano.

## Biografia
Nato e cresciuto in Australia. Con una minima educazione convenzionale, Barry Long iniziò la sua carriera come giornalista. Divenne editore del Sydney Sunday newspaper, The Truth (il giornale della domenica di Sydney, La Verità), più tardi chiamato Sunday Mirror (lo Specchio della Domenica). Lavorò poi come corrispondente stampa del Parlamento di New South Wales. Intorno ai trent'anni divenne disilluso dalla vita materiale e nel 1964 abbandonò la carriera, la moglie e la famiglia e andò a meditare in India. Qui egli sperimentò una crisi spirituale che culminò in una morte mistica, la sua Realizzazione di Immortalità.
Dopo aver lasciato l'India andò a Londra dove iniziò a lavorare come redattore aggiunto in Fleet Street. In Inghilterra incontrò la sua seconda moglie, Julia, che lui chiamò bhagavati o donna divina e sua ispiratrice. Nel 1968 attraversò una seconda intensa crisi spirituale che lo portò all'apice di una Realizzazione Trascendentale. Da qui ebbe origine la sua conoscenza della realtà universale.
La relazione con Julia durò 13 anni, Barry si prese cura di lei fino alla morte causata dal cancro. Durante questo periodo insegnava meditazione a Londra e presto fu in grado di sostenere se stesso offrendo seminari. Nel 1986 ritornò alla nativa Australia con la sua terza moglie e il giovane figlio di lei, vivendo sul Monte Tamborine in Queensland. Dopo la loro separazione e divorzio, si trasferì nel nord del New South Wales e qui ebbe due lunghe relazioni con le donne che lo aiutarono a portare il suo insegnamento intorno al mondo.
In Australia insegnò a Sydney sulla Gold Coast di Queensland e per dieci anni fece regolarmente ritorno in Inghilterra. All'inizio degli anni novanta viaggiò estesamente per presentare i suoi seminari: La Verità della Vita e dell'Amore e Un Corso in Essere. Fece tours nel Nord America insegnando a Boston, Boulder, Chicago, Cleveland, Los Angeles, New York, Santa Fe, San Francisco, Toronto e Vancouver. Tenne ritiri residenziali nel Regno Unito (Leicester e Bristol) e spesso nei Paesi Bassi (Zeist ed Eindhoven). Attirava un vasto pubblico per i seminari tenuti a London, Amsterdam, The Hague, Frankfurt, Hamburg, Helsinki e insegnò a gruppi in Irlanda, Belgio, Svezia, Danimarca, Svizzera, Nuova Zelanda, Jamaica e Russia.
Dal 1994 fu organizzato in Australia un incontro residenziale annuale, a cui partecipavano molti del suo pubblico mondiale. La maggior parte di queste Master Sessions (Sessioni del Maestro) erano tenute per due o più settimane a Cabarita Beach vicino Byron Bay. L'ultima fu fatta nell'ottobre 2002 alla Bond University sulla Gold Coast.
Barry Long non cercò un pubblico numeroso. Diceva di parlare solo all'individuo, anche se ai suoi seminari erano presenti centinaia di partecipanti. Egli non parlava ai media, era contrario alla formazione di gruppi che si univano utilizzando il suo nome e permise di creare una piccola fondazione per organizzare il suo lavoro.
Egli sosteneva di essere un insegnante originale fuori da qualsiasi tradizione spirituale costituita. Egli stesso non ebbe alcun maestro spirituale ma riconobbe la sua gratitudine in particolare verso J.Krishnamurti. Durante la sua ricerca spirituale fu ispirato dagli scritti di altri insegnanti quali Gurdjieff, Meher Baba e Shri Aurobindo.
Oratore e autore di innato talento scrisse quello che lui stesso definiva “libri energetici” rivolti alla conoscenza del sé e la vita spirituale. Comunicò la stessa energia di verità in una serie di audio-libri sulla meditazione, consapevolezza, morte, amore e karma. Il suo lavoro è stato pubblicato in più di una dozzina di lingue. Le registrazioni di molti dei suoi discorsi e seminari sono disponibili su CD, DVD, cassette e video.
I lavori più popolari includono Meditazione Corso di Base’ (pubblicato in italiano sotto il titolo Dominare la Mente) e Start Meditating Now (Comincia a Meditare Adesso).
La base metafisica del suo insegnamento è The Origins of Man and the Universe (L'Origine dell'Uomo e dell'Universo). L'intuito delle sue realizzazioni iniziali è nel libro Knowing Yourself (Conosci Te Stesso). Molto di ciò che ha dovuto dire sulla conoscenza del sé e la via spirituale è raccolto in un libro di brevi dichiarazioni: The Way In (La Strada Dentro).
Barry Long divenne famoso a livello mondiale per i suoi insegnamenti sull'amore e il sesso, in particolar modo dopo che le sue cassette Fare l'Amore erano circolate nella comunità dei sannyasins di Osho. Il testo riveduto di queste cassette è nel libro Fare l'Amore: Amore Sessuale La Via Divina, che contiene l'essenza del suo tantra originario.
Alcune affermazioni di Barry Long erano profetiche. Egli previde il sorgere del terrorismo paranazionale circa venti anni prima dell'attacco al World Trade Centre.Egli scrisse circa le cause del terrorismo di nuovo nel libro A Prayer for Life (Una Preghiera per la Vita).
Tutti i suoi insegnamenti hanno lo scopo di liberarci dall'infelicità abituale. Questo è il tema del suo lavoro iniziale Only Fear Dies (Solo la Paura Muore). Alcuni osservatori hanno notato similarità con il lavoro di Eckhart Tolle, che partecipava regolarmente agli incontri con Barry Long a Londra quando il libro venne pubblicato per la prima volta - come Ridding Yourself of Unhappiness' 1985 (Libera te Stesso dall'infelicità).
Barry Long è morto all'età di 77 anni di cancro alla prostata. I suoi libri continuano ad essere pubblicati e l'archivio delle registrazioni audio-visive dei suoi discorsi è curato dalla Barry Long Foundation International, che pubblica e promuove i suoi insegnamenti dalla sede centrale in New South Wales.

## Insegnamenti di Barry Long: punti chiave
- Ha dichiarato di aver parlato solo di Vita, Amore, Verità, Morte e Dio.[12]
- Ha focalizzato il suo insegnamento sulla liberazione dell'individuo dall'infelicità, che lui definiva come “felice oggi, infelice domani”.[13]
- Ha attaccato la sessualità predominante della società occidentale e sostenuto che la maggior parte dell'infelicità sulla terra è dovuta al fatto che l'uomo e la donna hanno dimenticato come amare l'un l'altro.[14]
- Ha attaccato il progressivo materialismo scientifico a causa della sua ignoranza della verità spirituale e la negligenza dell'amore e del divino.[14]
- Ha insegnato ”la via dell'amore, della verità e della quiete”. Questa strada è da ricercarsi attraverso l'esperienza personale diretta piuttosto che via qualsiasi credo o tradizione religiosa.[6]
- Ha suggerito alla gente di confrontare “la verità della vita e dell'amore” nelle circostanze del vivere quotidiano, al lavoro, con i loro partner e figli. La strada alla verità è quella “di mettere in ordine la propria vita”.[6]
- Ha detto che era interessato alla evoluzione della consapevolezza sulla terra e ha presentato i suoi insegnamenti all'interno di una vasta visione cosmologica, che ha chiamato “Il Mito della Vita”.[6]

## Opere in italiano
- Dominare la Mente - Un corso di meditazione in dieci lezioni, Gruppo Editoriale Armenia, Milano ISBN 978-88-344-1843-7
- Fare l'Amore - La spiritualità nell'amore sessuale, Gruppo Editoriale Futura, ISBN 88-256-1652-X